# Stefan Müller (Betriebswirt)
Stefan Müller (* 1966) ist ein deutscher Betriebswirt. Er ist Professor für Betriebswirtschaftslehre (BWL), insbesondere Rechnungslegung und Wirtschaftsprüfungswesen an der Fakultät für Wirtschafts- und Sozialwissenschaften der Helmut-Schmidt-Universität/Universität der Bundeswehr Hamburg.

## Leben
Stefan Müller machte 1985 Abitur in Oldenburg. Von 1985 bis 1986 leistete er Grundwehrdienst.
Von 1986 bis 1992 studierte Stefan Müller Betriebswirtschaftslehre an der Carl von Ossietzky Universität Oldenburg mit juristischem Schwerpunkt und erlangte dort den Abschluss als Diplom-Kaufmann (Dipl.-Kfm.) mit Prädikatsexamen. In seiner Diplomarbeit beschäftigte er sich mit dem Unternehmensberatungsbedarf mittelständischer Unternehmen – und legte damit den Grundstein für seine spätere Fokussierung auf mittelstandsbezogene Forschung.
Anschließend war er von 1992 bis 1994 Wissenschaftlicher Mitarbeiter im Forschungsprojekt Anwenderbezogene Ausgestaltung von EDV-gestützten Unternehmensführungs-Systemen in mittelständischen Betrieben der Stiftung Industrieforschung.
Von 1994 bis 1997 folgte dann eine Tätigkeit als Wissenschaftlicher Mitarbeiter an der Professur für Betriebswirtschaftslehre/Rechnungswesen der Carl von Ossietzky Universität Oldenburg. Sein Arbeitsschwerpunkt lag dabei auf dem externen Rechnungswesen mit besonderer Fokussierung auf Konzernbilanzierung, Abschlusspolitik, Abschlussanalyse sowie EDV-unterstütztes Rechnungswesen. 1997 erfolgte seine Promotion zum Thema Transfer von Controllingkompetenz in die Unternehmensführung mittelständischer Betriebe mit Hilfe IT-gestützter Schulungskonzeptionen an der Professur für Betriebswirtschaftslehre/Rechnungswesen der Carl von Ossietzky Universität Oldenburg. Sein Promotionsbetreuer war Laurenz Lachnit.
Stefan Müller war anschließend von 1997 bis 2003 Habilitand und Wissenschaftlicher Assistent an der Professur für Betriebswirtschaftslehre/Rechnungswesen der Carl von Ossietzky Universität Oldenburg mit dem zusätzlichen Arbeitsschwerpunkt konvergentes Rechnungswesen. Seit 1997 ist der heutige Professor für Rechnungslegung und Wirtschaftsprüfungswesen zudem selbstständiger Referent auf Management-Seminaren, Trainer bei Mitarbeiterschulungen sowie Unternehmensberater. In der Zeit von 1999 bis 2000 hatte er überdies einen Lehrauftrag an der Hochschule Bremen im Fachbereich Wirtschaft. Er schloss seine Habilitation zum Thema Konvergentes Management-Rechnungswesen an der Carl von Ossietzky Universität Oldenburg im Jahr 2003 ab. Die Gutachter seiner Habilitation waren Carl-Christian Freidank, Laurenz Lachnit und G. Zimmermann.
Bevor er von 2005 bis 2006 die Vertretung der Professur für Allgemeine Betriebswirtschaftslehre an der Fakultät für Wirtschafts- und Sozialwissenschaften der Helmut-Schmidt-Universität/Universität der Bundeswehr Hamburg übernahm, war er von 2003 bis 2005 Wissenschaftlicher Oberassistent an der Professur für Betriebswirtschaftslehre/Rechnungswesen der Carl von Ossietzky Universität Oldenburg. Von 2004 bis 2006 war er zudem freier Mitarbeiter der KPMG Deutsche Treuhand Gesellschaft AG im Bereich Middle Market.
Im Jahr 2006 übernahm er den zuvor von ihm vertretenen Lehrstuhl für Allgemeine Betriebswirtschaftslehre an der Fakultät für Wirtschafts- und Sozialwissenschaften der Helmut-Schmidt-Universität/Universität der Bundeswehr Hamburg als ordentlicher Universitätsprofessor und Lehrstuhlinhaber.

## Mitgliedschaften
- Seit 2006 ist er Mitglied im Fachbeirat der Zeitschrift für Corporate Governance.[3]
- Stefan Müller ist zudem Mitglied des Arbeitskreises Corporate Governance Reporting der Schmalenbach-Gesellschaft für Betriebswirtschaft e.V. (SG).[4]

## Forschungsschwerpunkte
Seine Forschungsschwerpunkte liegen insbesondere in den Themen Management Accounting und Konvergenz von internem und externem Rechnungswesen, Internationalisierung der Rechnungslegung und deren Implikationen auf die Unternehmensführung, Abschlusspolitik und Abschlussanalyse, Auswirkungen der Änderungen des Steuer- und Gesellschaftsrechts auf die interne und externe Abbildung von Unternehmen, EDV-gestützte Systeme zur Erfolgs-, Finanz- und Risikolenkung von Konzernen sowie Herausforderungen durch die Veränderung von Rahmenbedingungen auf die Finanzierung.
Hinsichtlich der Implikationen auf Unternehmen sowie die Unternehmensführung liegt sein Fokus neben kapitalmarktorientierten insbesondere auch auf mittelständischen Unternehmen.

## Schriften (Auswahl)
- Anwendung der §§ 341q-y HGB auf Nebentätigkeiten? Zahlungsberichterstattung bei der Ausübung von Tätigkeiten in verschiedenen Industriezweigen, in: WPg 5/2016, S. 288–293 (zusammen mit Bischoff, J.-P. und Kreipl, M.), ISSN 0340-9031
- Abschlussanalytische Bereinigung von Pensionsverpflichtungen im IFRS-Abschluss – Erweiterung des abschlussanalytischen Instrumentariums durch die Angaben zu Sensitivitäten gem. IAS 19.145(a), in: KoR 1/2016, S. 33–39 (zusammen mit Lange, T. und Laurent, M.), ISSN 1617-8084
- Nationale Umsetzung der Mitgliedstaatenwahlrechte der europäischen CSR-Richtlinie beim Ausweis und bei der Prüfung der „nichtfinanziellen Erklärung“, in: ZfU 3/2015, S. 313–342 (zusammen mit Stawinoga, M. und Velte, P.), ISSN 0931-0983
- Praxis der Risikoberichterstattung im Mittelstand am Beispiel deutscher Groß- und Außenhandelsunternehmen, in: WPg 12/2015, S. 597–603 (zusammen mit Ergün, I. und Panzer, L.), ISSN 0340-9031
- HGB Bilanz Kommentar – §238 – §342e HGB, Haufe Verlag, 1.–6. Aufl., Freiburg 2009–2016 (Herausgeber zusammen mit Bertram, K., Brinkmann, R. und Kessler, H.), ISBN 978-3-648-08245-4
- Handbuch Integrated Reporting – Herausforderung für Steuerung, Überwachung und Berichterstattung, Erich Schmidt Verlag, Berlin 2015 (Herausgeber zusammen mit Freidank, C.-C. und Velte, P.), ISBN 978-3-503-15807-2
- Handbuch Lagebericht – Kommentar von § 289 und § 315 HGB, DRS 20 und IFRS Management Commentary, Erich Schmidt Verlag, Berlin 2013 (zusammen mit Stute, A. und Withus, K.-H.) ISBN 978-3-503-14465-5
- Konvergentes Management-Rechnungswesen – Führungsgemäße Ausgestaltung des externen und internen Rechnungswesens unter Konvergenzgesichtspunkten, Deutscher Universitäts-Verlag, Wiesbaden 2003 (zugl. Habilitationsschrift), ISBN 3-8244-9106-0
- Controllingkompetenz für mittelständische Führungskräfte – Transfer mittels IV-gestützter Schulungskonzeptionen, Gabler Verlag, Wiesbaden 1997 (zugl. Dissertationsschrift), ISBN 978-3-322-93388-1